# Coleman (Wisconsin)
Coleman è un comune degli Stati Uniti, situato in Wisconsin, nella Contea di Marinette.